# Щефън Гечови
Щефън Константин Гечови (на албански: Shtjefën Konstantin Gjeçovi) е косовски фолклорист и духовник.
Роден е на 12 юли 1874 година в Янево в албанско католическо семейство. Става свещеник и поставя началото на албанската фолклористика, като в продължение на десетилетия събира народни песни и текстове, правни обичаи и археологически данни. Той съставя и издава сборника от обичайно право, известен като Канун на Лека Дукагини.
Щефън Гечови е убит на 14 октомври 1929 година в Зюм.
1. ↑  jx20111104006 //   Посетен на 15 май 2020 г.